# Megaselia andrenae
Megaselia andrenae är en tvåvingeart som beskrevs av Disney, Scanni, Scamoni och Andrietti 1998. Megaselia andrenae ingår i släktet Megaselia och familjen puckelflugor.
Artens utbredningsområde är Italien. Inga underarter finns listade i Catalogue of Life.